# Helmut Schmidt (Fußballspieler, 1949)
Helmut Schmidt (* 9. Juni 1949 in München) ist ein ehemaliger deutscher Fußballspieler. Herausragende Stationen in der Laufbahn des Mittelfeldspielers waren der FC Bayern München, Kickers Offenbach und Borussia Dortmund.

## Karriere

### Vereine
Der gebürtige Münchner Helmut Schmidt begann 1956 beim SV Schwarz-Weiß 1931 München im Osten der Stadt mit dem Fußballspielen und rückte 1967 über die Jugendabteilung des FC Bayern München in deren Bundesligamannschaft auf.
Schmidt, als Mittelfeldspieler eingesetzt, gab sein Bundesligadebüt als 18-Jähriger am 27. April 1968 bei der 2:3-Heimniederlage gegen den SV Werder Bremen. Im weiteren Verlauf des Jahres kam er zu einzelnen weiteren Einsätzen, ab Beginn des Jahres 1969 war er Stammspieler im Mittelfeld der aufstrebenden Bayern-Mannschaft unter Trainer Branko Zebec und gewann mit ihr das Double aus Meisterschaft und DFB-Pokal, das erste der Vereinsgeschichte. Vom Kicker wurde er als elftbester Mittelfeldspieler der Liga eingestuft.
In der Folgesaison zunächst weiterhin in der Stammelf und auch erstmals im Europapokal dabei, aus dem er mit dem FC Bayern jedoch bereits in der ersten Runde gegen den französischen Meister AS St. Etienne ausschied, wurden in der zweiten Saisonhälfte die Einsätze etwas weniger und im Sommer 1970 erfolgte der Wechsel zum Bundesliga-Aufsteiger Kickers Offenbach.
Am 29. August 1970 gewann er mit seiner neuen Mannschaft gegen den favorisierten 1. FC Köln den DFB-Pokal und Helmut Schmidt stand im Niedersachsenstadion in der Startelf. Den Großteil jenes Wettbewerbs, der eigentlich zur Vorsaison gehörte, hatte der DFB aus terminlichen Gründen auf den Beginn der Saison 1970/71 gelegt. Hintergrund war die Weltmeisterschaft 1970 in Mexiko, die bereits Ende Mai begann und mit deren Turniervorbereitung die deutsche Nationalmannschaft bereits Anfang Mai kurz nach Ende der abgelaufenen Bundesligasaison begonnen hatte. So kam es, dass Helmut Schmidt in der ersten Runde des Wettbewerbs im Frühjahr noch für den FC Bayern am Ball war und im darauffolgenden Achtelfinale Ende Juli in seinem ersten Pflichtspiel für den OFC in der Verlängerung den Siegtreffer gegen Borussia Dortmund erzielte, den Fünften der abgelaufenen Bundesligasaison.
In der Bundesliga-Saison 1970/71, die zwischen dem Viertelfinale und dem Halbfinale des für den OFC siegreichen DFB-Pokal-Wettbewerbs begonnen hatte, stand Schmidt zunächst meist in der Startaufstellung, beileibe jedoch nicht immer, manches Mal kam er auch gar nicht zum Einsatz. Beide Pokalwettbewerbe waren für Schmidt und sein Team in jener neuen Saison nur von kurzer Dauer. Im Europapokal der Pokalsieger war gegen die Belgier vom FC Brügge der Wettbewerb für die Offenbacher ebenso nach der ersten Runde vorbei wie im DFB-Pokal, als die Kickers als Titelverteidiger beim zweitklassigen Regionalligisten VfR Heilbronn mit 0:2 unterlagen. Bei den drei Pokalpartien hatte Schmidt jedoch nur beim Rückspiel in Brügge auf dem Feld gestanden.
Der weitere Verlauf der Bundesligasaison geriet zur sportlichen Farce. Der Bundesliga-Skandal beeinflusste den Abstiegskampf massiv, gerade die Offenbacher Konkurrenten im Tabellenkeller erkauften sich die notwendigen Punkte für den Klassenerhalt und so zogen die vor dem letzten Spieltag hinter dem OFC stehenden Mannschaften von Arminia Bielefeld und Rot-Weiß Oberhausen noch an den Kickers vorbei. Offenbach stieg ab und Vereinspräsident Horst-Gregorio Canellas, der einen Tag nach dem Abstieg im Rahmen der Feierlichkeiten zu seinem 50. Geburtstag die Bestechungsaffäre der Öffentlichkeit preisgegeben hatte, wurde aufgrund eigener Beteiligung gesperrt und Kickers Offenbach, ohnehin abgestiegen, zusätzlich noch die Lizenz für die höchste deutsche Spielklasse entzogen.
Schmidt war nicht am Bundesliga-Skandal beteiligt gewesen und ging den Weg mit den Kickers in die Regionalliga Süd, auch in jener Saison oft nicht in der Startelf. Im DFB-Pokal, der in jener Saison mit Hin- und Rückspiel ausgetragen wurde, waren die Offenbacher in der ersten Runde gegen Borussia Dortmund erfolgreich, in der zweiten Runde erwies sich der 1. FC Köln dieses Mal als zu stark für die Hessen. Helmut Schmidt kam zwar in allen vier Pokalspielen zum Einsatz, jedoch nur einmal von Beginn an. Die Regionalliga-Saison schloss der OFC als Tabellenerster mit fünf Punkten Vorsprung vor dem FC Bayern Hof ab, die jedoch ebenfalls für die Aufstiegsrunde qualifiziert waren, der Abstand zum Tabellendritten betrug gar elf Punkte. In der Aufstiegsrunde konnten sich die Offenbacher knapp gegen Rot-Weiss Essen durchsetzen und kehrten nach einem Jahr in die Bundesliga zurück.
Helmut Schmidt ging jedoch nicht diesen Weg, er brach seine Zelte in Offenbach ab und wechselte zur gerade erstmals aus der Bundesliga abgestiegenen Borussia aus Dortmund. Auch dort gehörte er öfter nicht zur Anfangsformation. In der Regionalliga West hinkte er mit seinem Team deutlich hinter den späteren Bundesligaaufsteigern Rot-Weiss Essen und Fortuna Köln her, ähnlich war es in der Folgesaison, als gar ein Verein wie der 1. FC Mülheim-Styrum vor dem Europapokalsieger des Jahres 1966 platziert war. Ein letztes Mal trat Helmut Schmidt in dieser Saison noch einmal in einem bundesweiten Wettbewerb in Erscheinung, im Erstrundenspiel des DFB-Pokals war der BVB dem Bundesligisten Hannover 96 an der Roten Erde jedoch mit 1:4 deutlich unterlegen. 
Nach insgesamt vier Jahren in Hessen und Westfalen kehrte der gerade einmal 25-jährige Schmidt im Sommer 1974 nach Bayern zurück, schloss sich dort dem ESV Ingolstadt in der drittklassigen 1. Amateurliga Bayern an und belegte mit der Mannschaft jeweils einen Platz im Mittelfeld der Abschlusstabelle. 1976 erfolgte der Wechsel zum Aufsteiger TSV 1860 Rosenheim; dort traf er auf seinen früheren Bayern-Weggefährten Dieter Brenninger. 1980 beendete Helmut Schmidt in Rosenheim seine Laufbahn als aktiver Fußballspieler.

### Nationalmannschaft
Zwei Länderspiele bestritt Schmidt für die U23-Nationalmannschaft, erstmals am 7. Mai 1969 beim 2:2-Unentschieden in Graz gegen die österreichische Auswahlmannschaft und letztmals am 24. September 1969 bei der 1:2-Niederlage in Bukarest gegen die Auswahl Rumäniens.

## Erfolge
- Deutscher Meister 1969 (mit dem FC Bayern München)
- DFB-Pokal-Sieger 1969 (mit dem FC Bayern München), 1970 (mit Kickers Offenbach)